# Anodorhynchus glaucus
L'ara glauca (Anodorhynchus glaucus (Vieillot, 1816)) è un grosso pappagallo sudamericano.
Questa ara è gravemente minacciata e potrebbe essere già estinta. È strettamente imparentata con l'ara indaco (A. leari) e con l'ara giacinto (A. hyacinthinus). In guaraní veniva chiamata guaa-obi per il suono che emette.

## Descrizione

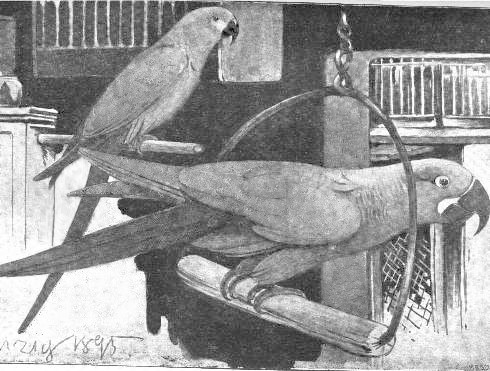
Amburgo, 1895

L'ara glauca è lunga 70 cm. È ricoperta quasi completamente da penne di colore azzurro-turchese chiaro ed ha una grossa testa grigiastra. Il termine glauco indica infatti un colore azzurro chiaro tra il verde e il celeste. Ha una coda relativamente lunga ed un becco massiccio. Ha un anello perioculare glabro di colore giallo e dei lembi di pelle a forma di mezzaluna bordano la mandibola.

## Distribuzione e declino della specie

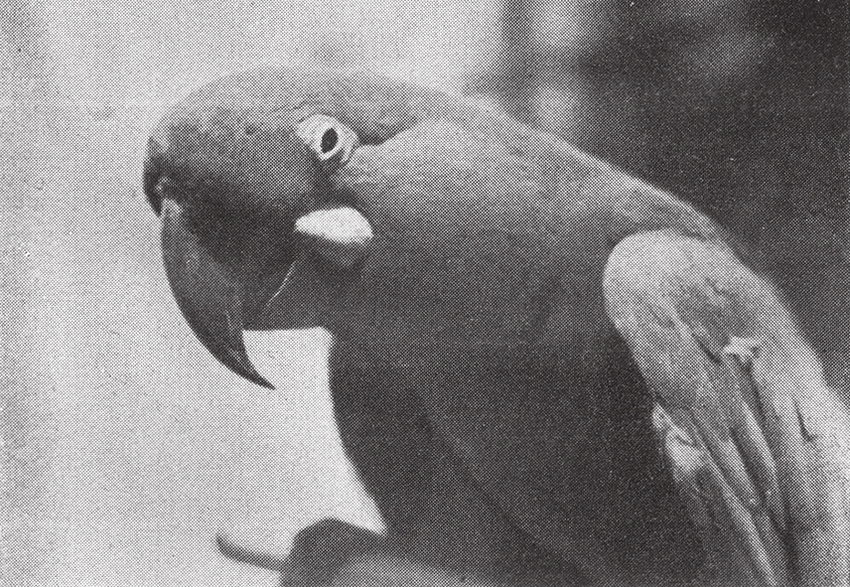
Buenos Aires, 1936.

Questo uccello era originario dell'Argentina settentrionale, del Paraguay meridionale, dell'Uruguay nord-orientale e del Brasile. Durante il XIX secolo è divenuto sempre più raro a causa delle catture e della distruzione dell'habitat e in tutto il XX secolo è stato avvistato con certezza solamente due volte. Varie spedizioni di ornitologi nel Paraguay sud-occidentale compiute negli anni '90 non hanno riscontrato alcuna prova che potesse confermare la sopravvivenza della specie. Inoltre, solo gli abitanti più anziani della regione conoscono questa ara, dato che gli ultimi avvistamenti ritenuti attendibili risalgono agli anni sessanta. È molto probabile che la scomparsa dell'uccello sia collegata all'abbattimento estensivo delle palme Yatay (Butia yatay), le cui noci sembra abbiano costituito il cibo principale della specie. Tuttavia, un habitat idoneo alla sua esistenza è protetto all'interno del Parco nazionale di El Palmar, nella provincia argentina di Entre Ríos, e le continue voci sulla sopravvivenza dell'uccello nell'area necessitano di ulteriore conferma.